# Joaquim Dourado
Joaquim de Jesus Dourado, mais conhecido como Padre Joaquim Dourado (Beberibe, 25 de fevereiro de 1904 - Beberibe, 01 de dezembro de 1973) foi um padre, membro do Exército Brasileiro e escritor.

## Biografia
Filho de Manoel Martins Dourado e Ana Martins Dourado, nasceu em Beberibe, no dia 25 de fevereiro de 1904. Aos 10 anos de idade mudara-se para São Luís, à convite do seu tio - o Padre Joaquim Martins Dourado -, ingressando em 1916 no Seminário Santo Antônio. Em 29 de junho de 1927 fora alçado ao Presbiterato, tendo sido nomeado pároco coadjutor da Igreja de Nossa Senhora da Vitoria. De 1928 a 1933 fora pároco em Caxias. 
Em 1944, fora nomeado Capelão da Força Expedicionária Brasileira, acompanhando as agruras da tropa brasileira na Segunda Guerra Mundial, em campanha na Itália. Fora elevado a patente de capitão, concedida pelo então presidente Eurico Gaspar Dutra, no ano de 1946.
Fora elevado a Arcipreste da Diocese de Fortaleza, no ano de 1957. Já no ano de 1958, por decreto do Papa João XXIII, fora elevado a Monsenhor. 
Tendo vasta produção literária, fora fundador da cadeira 24 da Academia Maranhense de Letras, escolhendo como patrono Coelho Neto.
Falecera tragicamente num acidente automobilístico, enquanto regressava a sua cidade natal. 

## Obras
- Atravessando Fronteiras (1938)
- Pássaros cativos (1938)
- Sumaúma (1939)
- Caminhos (1940)
- Outros céus (1942)
- Estou ferido… (1945)
- E… a guerra acabou (1948)
- O bom soldado (1949)
- Homens que lutaram (1950)
- Os jangadeiros (1952)
- Siga este caminho (1954)
- Muiraquitã (1955)
- Contos de Vigário (1957)
- Cafundó (1961)
- Muçambê (1965)
- Uma História por dia (1968)
- Terra dos Balaios (1969)
- Mutirão – Bom Humor (1970)
- Terra Esquecida (1971)